# ده رود (أمجز)
ده رود (بالفارسية: ده رود) هي قرية تقع في إيران في قسم أمجز الريفي. يقدر عدد سكانها بـ 312 نسمة بحسب إحصاء 2016.